# Maltezer
De maltezer (in de volksmond ook wel het Maltezer leeuwtje) is een gezelschapshond die behoort tot de bichonfamilie en oorspronkelijk afkomstig is uit het centrale Middellandse Zeegebied. Het is een moeilijk te fokken ras. Er zijn twee typen. Het ene is wat groter in formaat, heeft een langere neus en is dus iets grover. Het andere is kleiner, met een korte neus en een fijner voorkomen. Beide typen zijn erkend door het FCI als standaardmaltezers.

## Beschrijving

### Uiterlijk
De schofthoogte van dit ras ligt voor reuen tussen de 21 en 25 centimeter en voor teven tussen de 20 en 23 centimeter. Het gewicht ligt rond de 4 kilogram.

#### Huid
Het is belangrijk dat de huid rond de ogen en de mond van dit ras altijd een zwarte kleur heeft. Door het selectief fokken van een witte vachtkleur is er een groot risico voor albinisme. Fokken met honden die een roze huid hebben in het aangezicht stimuleert het ontwikkelen van deze afwijking, daarom worden deze honden uitgesloten van het fokprogramma door verantwoordelijke hondenfokkers.

#### Vacht
De maltezer heeft een dichte, glanzende vacht, bestaand uit sluikhaar dat zijdezacht aanvoelt. Aan de achterhand van de hond is het haar langer dan vooraan, waardoor de vacht achter de hond aansleept als een sluier. Het is de bedoeling dat deze sluier geen gaten of pluizen in de vacht vertoont.
Ook op het hoofd is de vacht erg lang. De haren bovenop de schedel gaan grenzeloos over in de lange haren van de oren en de baard. Traditioneel wordt de vacht van het hoofd in twee kleine dotjes gelegd met zwarte strikjes.
Het dier heeft niet, zoals de meeste andere hondenrassen, een dubbele vacht. De vacht bestaat enkel uit dekharen, er is geen dons. De maltezer verliest daardoor minder haar dan andere hondenrassen en gaat ook niet in de rui. Maltezers die niet raszuiver zijn hebben vaak wel een dubbele vacht.

### Aard en opvoeding
De maltezer is levendig en sociaal van aard. Hij is pienter en heeft, net als de bichon frisé, een aangeboren talent voor het draaien van pirouettes op de achterpoten.
Omdat de dieren al eeuwenlang gefokt worden als gezelschapshond willen ze het liefst dicht bij hun eigenaar zijn. Het is belangrijk ze van jongs af aan te leren soms alleen te zijn zodat ze geen verlatingsangst ontwikkelen.

## Oorsprong
Algemeen wordt aangenomen dat het maltezer ras afkomstig is van het eiland Malta. Soms wordt als herkomst Melita opgevoerd, dit is een oude aanduiding voor Malta. Een alternatief is het Adriatische eiland Mljet, dat eveneens Melita genoemd werd. Het ras zou ongeveer 900 jaar voor Christus ontstaan zijn uit een aantal inheemse rassen.
De maltezer is stamvader van een aantal rassen zoals de yorkshire, de bolognezer, de havanezer en de bichon frisé.

## Populariteit
Vooral bij dames is de maltezer altijd populair geweest, het is een echt schoothondje. Er worden alleen witte Maltezers gefokt, hoewel er rond 1900 ook dieren met een gekleurde vacht waren.

### Verzorging

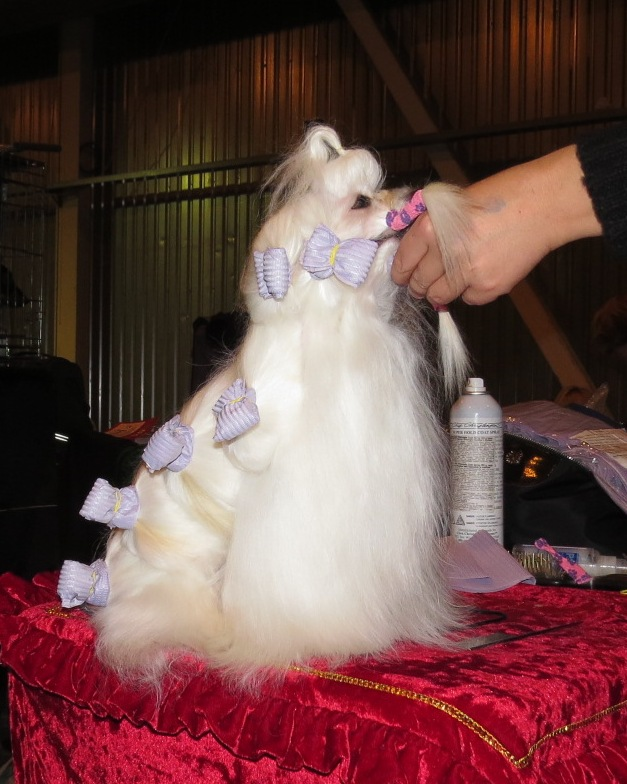
Een maltezer wordt getrimd tijdens een hondententoonstelling

De verzorging van een maltezer vraagt veel moeite en tijd, zeker als de hond lang sluikhaar heeft zoals de rasstandaard het beschrijft.
De lange vacht moet dagelijks geborsteld en gekamd worden om klitten en vilt te voorkomen. Vooral de oren, de oksels, de lies en de stuit moeten goed nagekeken worden op klitten. Dit zijn plaatsen waar veel wrijving is. Om dit snel en pijnloos te doen gebruikt men aangepast trimmateriaal zoals een dematter, een mat splitter en een klittenkam.
Indien mogelijk wordt de hond wekelijks gewassen met vachtspecifieke producten zoals een shampoo voor een witte vacht en een balsem voor sluikhaar.
Maltezers kunnen last hebben van traanvlekken, ook wel traansmeer genaamd, onder de ogen. Deze donkere vlekken ontstaan door overmatige traanproductie ten gevolge van de relatief grote ogen. Hierdoor staan de oogleden strakker gespannen en dit hindert de traanafvoer waardoor de tranen via de snuit aflopen en roodbruine vlekken achterlaten. Het traansmeer kan worden verwijderd, en zelfs voorkomen, door de snuit dagelijks te reinigen met een daarvoor bestemd product.

### Vergelijkbare hondenrassen
- Bichon frisé
- Coton de Tuléar
- Havanezer
- Lhasa Apso